# Station West Dulwich
Station West Dulwich is een spoorwegstation van National Rail in Southwark in Engeland. Het station is eigendom van Network Rail en wordt beheerd door Southeastern. 